# Kabinett Calvo-Sotelo
Das Kabinett Calvo-Sotelo war eine Regierung in Spanien, die am 26. Februar 1981 von Ministerpräsident Leopoldo Calvo-Sotelo von der Unión de Centro Democrático (UCD) gebildet wurde und das Kabinett Suárez III ablöste. Am 29. Januar 1981 hatte der bisherige Ministerpräsident Adolfo Suárez González seinen Rücktritt erklärt. Der bisherige Zweite Vize-Ministerpräsident für Wirtschaft  Calvo-Sotelo wurde daraufhin designierter Nachfolger und am 25. Februar 1981 vom Congreso de los Diputados bestätigt. Am 26. Februar 1981 veröffentlichte der Boletín Oficial del Estado ein Königliches Dekret (Real Decreto) zur formellen Beendigung der Amtszeit von Ministerpräsident Suárez und zur Ernennung von Calvo-Sotelo zum neuen Ministerpräsidenten, der von König Juan Carlos I. Suárez vor dem Palacio de la Zarzuela vereidigt wurde. Am 27. Februar 1981 veröffentlichte der Boletín Oficial del Estado die Liste der Mitglieder der neu ernannten Regierung.
Am 2. Dezember 1981 veröffentlichte der Boletín Oficial del Estado eine Umbildung des Kabinetts Calvo-Sotelo, die unter anderem Ernennung eines Ersten und eines Zweiten Vize-Ministerpräsidenten vorsah. Am 28. Juli 1982 erfolgte eine weitere Kabinettsumbildung, die am 30. Juli 1982 vom Boletín Oficial del Estado veröffentlicht wurde. Die letzte Umbildung des Kabinetts Calvo-Sotelo erfolgte am 13. September 1982 mit der Schaffung des Ministeriums für Landwirtschaft, Fischerei und Ernährung. Nachdem die Unión de Centro Democrático (UCD) bei den Wahlen vom 28. Oktober 1982 eine Niederlage erlitten hatte, wurde am 2. Dezember 1982 das Kabinett González I vom neuen Ministerpräsidenten Felipe González von der Partido Socialista Obrero Español (PSOE) gebildet.

## Mitglieder des Kabinetts

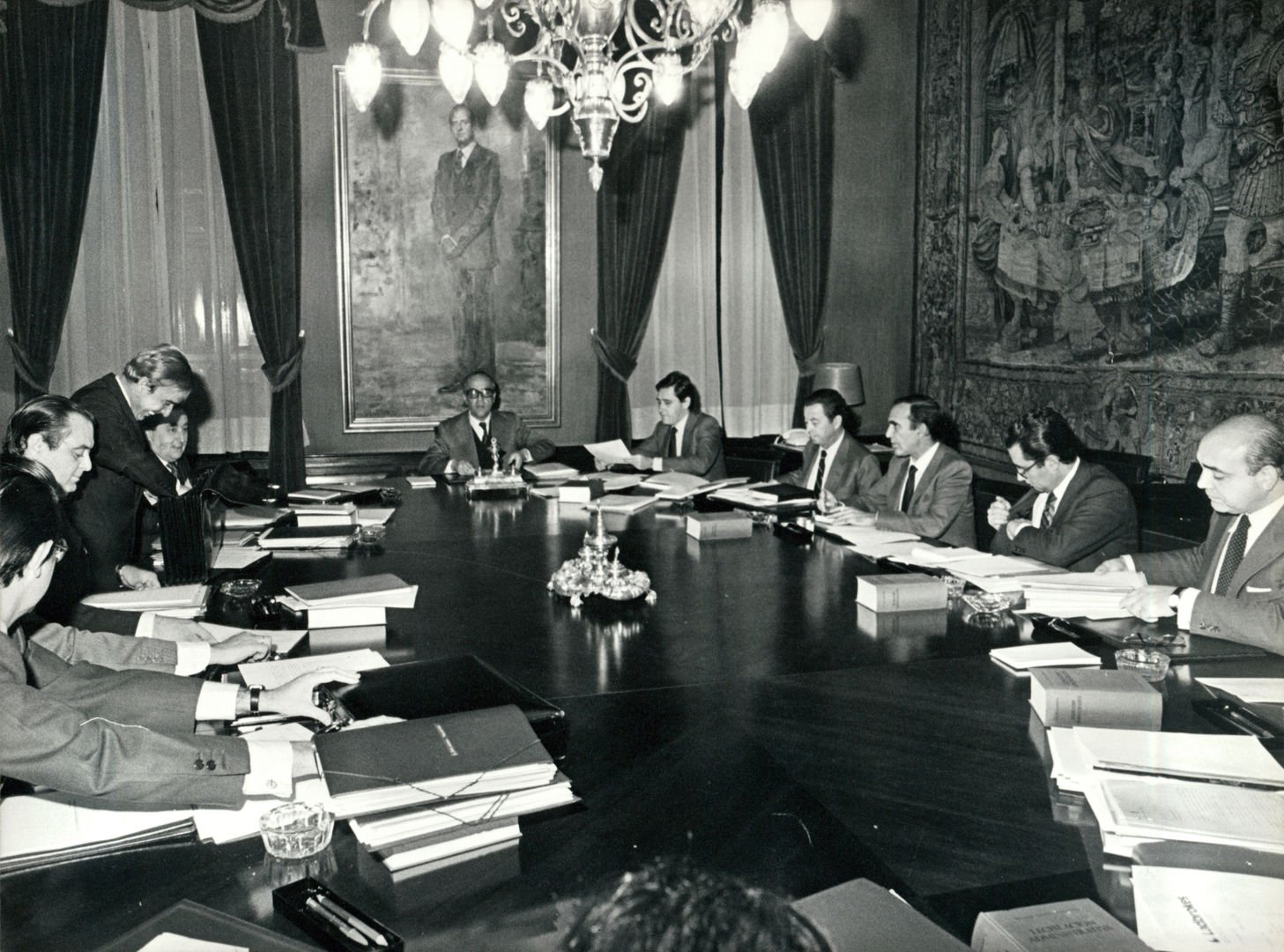
Das Kabinett Calvo-Sotelo (27. November 1981)

| Amt | Amtsinhaber                                                                 | Beginn der Amtszeit                                  | Ende der Amtszeit                                    |
| --- | --------------------------------------------------------------------------- | ---------------------------------------------------- | ---------------------------------------------------- |
| Ministerpräsident | Leopoldo Calvo-Sotelo                                                       | 26. Februar 1981                                     | 2. Dezember 1982                                     |
| Erster Vize-Ministerpräsident | Rodolfo Martín Villa                                                        | 1. Dezember 1981                                     | 28. Juli 1982                                        |
| Zweiter Vize-Ministerpräsident und Wirtschaftsminister 28. Juli 1982: Vize-Ministerpräsident und Minister für Wirtschaft und Handel | Juan Antonio García Díez                                                    | 1. Dezember 1981                                     | 2. Dezember 1982                                     |
| Minister beim Ministerpräsidenten                                                                                                   | Jaime Lamo de Espinosa                                                      | 1. Dezember 1981                                     | 28. Juli 1982                                        |
| Außenminister | José Pedro Pérez-Llorca                                                     | 26. Februar 1981                                     | 2. Dezember 1982                                     |
| Verteidigungsminister | Alberto Oliart                                                              | 26. Februar 1981                                     | 2. Dezember 1982                                     |
| Innenminister | Juan José Rosón                                                             | 26. Februar 1981                                     | 2. Dezember 1982                                     |
| Justizminister | Francisco Fernández Ordóñez Pío Cabanillas                                  | 26. Februar 1981 31. August 1981                     | 31. August 1981 2. Dezember 1982                     |
| Minister für Wirtschaft und Handel                                                                                                  | Juan Antonio García Díez                                                    | 26. Februar 1981                                     | 1. Dezember 1981                                     |
| Finanzminister | Jaime García Añoveros                                                       | 26. Februar 1981                                     | 2. Dezember 1982                                     |
| Minister für Arbeit, Gesundheit und soziale Sicherheit 2. Dezember 1981: Minister für Arbeit und soziale Sicherheit                 | Jesús Sancho Rof Santiago Rodríguez-Miranda                                 | 26. Februar 1981 2. Dezember 1981                    | 1. Dezember 1981 2. Dezember 1982                    |
| Minister für Gesundheit und Verbraucher                                                                                             | Manuel Núñez Pérez                                                          | 2. Dezember 1981                                     | 2. Dezember 1982                                     |
| Minister für Industrie und Energie                                                                                                  | Ignacio Bayón                                                               | 26. Februar 1981                                     | 2. Dezember 1982                                     |
| Minister für Transport und Kommunikation 2. Dezember 1981: Minister für Transport, Tourismus und Kommunikation                      | José Luis Álvarez y Álvarez Luis Gámir                                      | 26. Februar 1981 2. Dezember 1981                    | 1. Dezember 1981 2. Dezember 1982                    |
| Minister für öffentliche Arbeiten und Stadtplanung                                                                                  | Luis Ortiz González                                                         | 26. Februar 1981                                     | 2. Dezember 1982                                     |
| Minister für Landwirtschaft und Fischerei 28. Juli 1982: Minister für Landwirtschaft, Fischerei und Ernährung                       | Jaime Lamo de Espinosa José Luis Álvarez y Álvarez José Luis García Ferrero | 26. Februar 1981 1. Dezember 1981 13. September 1982 | 1. Dezember 1981 13. September 1982 2. Dezember 1982 |
| Minister für Bildung und Hochschulen 2. Dezember 1981: Minister für Bildung und Wissenschaft                                        | Juan Antonio Ortega y Díaz-Ambrona Federico Mayor Zaragoza                  | 26. Februar 1981 2. Dezember 1981                    | 1. Dezember 1981 2. Dezember 1982                    |
| Kulturminister | Íñigo Cavero Soledad Becerril                                               | 26. Februar 1981 2. Dezember 1981                    | 1. Dezember 1981 2. Dezember 1982                    |
| Minister für Territorialverwaltung                                                                                                  | Rodolfo Martín Villa Rafael Arias-Salgado Luis Manuel Cosculluela Montaner  | 26. Februar 1981 2. Dezember 1981 28. Juli 1982      | 1. Dezember 1981 28. Juli 1982 2. Dezember 1982      |
| Beigeordneter Minister beim Ministerpräsidenten                                                                                     | Pío Cabanillas Matías Rodríguez Inciarte                                    | 26. Februar 1981 31. August 1981                     | 31. August 1981 2. Dezember 1982                     |